# ديف نورتن
ديف نورتن (بالإنجليزية: Dave Norton)‏ (3 مارس 1965 في المملكة المتحدة - ) هو مدرب كرة قدم ولاعب كرة قدم بريطاني في مركز الوسط. لعب مع أستون فيلا وفوريست غرين ونادي روتشديل ونادي نورثامبتون تاون ونادي هيرفورد ونوتس كاونتي وهال سيتي ويوفل تاون ونادي غاينسبورو ترينيتي ونادي تاموورث ونادي تشيلتنهام تاون لكرة القدم.

## وصلات خارجية
- ديف نورتن على موقع قاعدة بيانات كرة القدم.إي يو (الإنجليزية)
- ديف نورتن على موقع Soccerbase.com (لاعب) (الإنجليزية)